# Menjamel de Cockerell
El menjamel de Cockerell (Trichodere cockerelli) és un ocell de la família dels melifàgids (Meliphagidae) i única espècie del gènere Trichodere North, 1912

## Hàbitat i distribució
Habita boscos d'arbres del gènere Melaleuca i vegetació de ribera al nord-est d'Austràlia].